# Longhorn Cavern Administration Building
 (juillet 2020).
Pour les articles homonymes, voir Longhorn.
Le Longhorn Cavern Administration Building est un bâtiment américain au sein du parc d'État de Longhorn Cavern, dans le comté de Burnet, au Texas. Construit en 1936 par le Civilian Conservation Corps, cet édifice dans le style rustique du National Park Service est un Recorded Texas Historic Landmark depuis 1989.